# Henri Longchambon

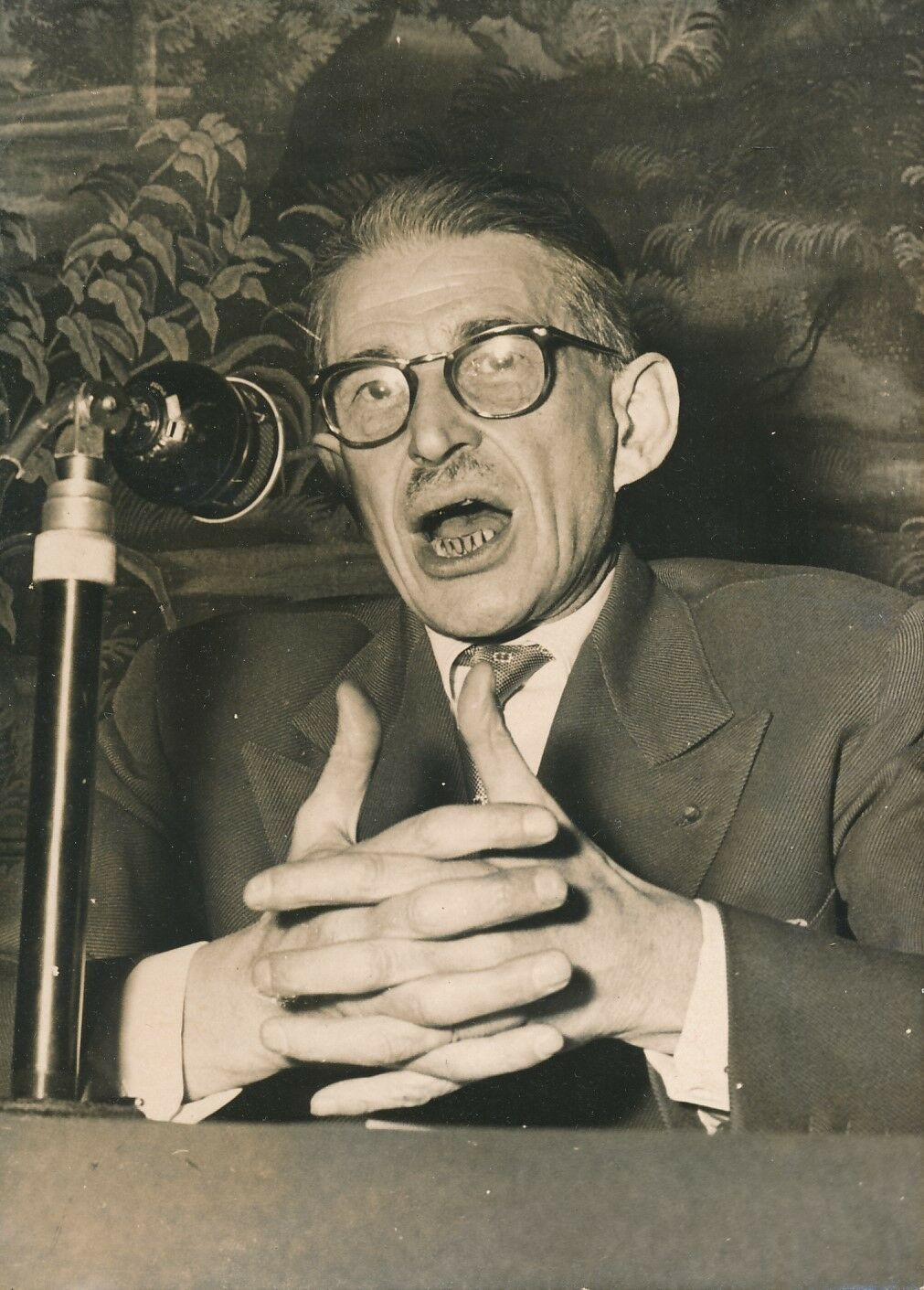
Henri Longchambon (1954)

Marie François Henri Longchambon (* 27. Juli 1896 in Clermont-Ferrand, Département Puy-de-Dôme; † 20. März 1969 in Le Kremlin-Bicêtre, Département Val-de-Marne) war ein französischer Wissenschaftler, Hochschullehrer und Politiker der PRRS (Parti républicain, radical et radical-socialiste), der 1946 Versorgungsminister im Kabinett Gouin sowie von 1947 bis 1959 Mitglied des Rates der Republik beziehungsweise zwischen 1959 und 1968 Mitglied des Senats war.

## Leben
Marie François Henri Longchambon begann nach dem Schulbesuch ein Studium an der Universität von Paris, welches er wegen der Teilnahme am Ersten Weltkrieg erst 1919 an der École normale supérieure (ENS Paris) wieder aufnahm. Für seine Verdienste im Krieg wurde er mit dem Croix de guerre 1914–1918 ausgezeichnet und zum Offizier der Ehrenlegion ernannt. Nach Abschluss des Studiums wurde er 1924 als Maître de conférences zunächst Dozent an der Universität Montpellier und übernahm 1926 eine Professur für Mineralogie an der Fakultät für Naturwissenschaften Universität Lyon. Er wurde 1936 für seine Forschungen zu Tonen mit dem Raulin-Preis ausgezeichnet und übernahm zudem kurzzeitig den Posten als Direktor des am 24. Mai 1938 neu gegründeten Nationalen Zentrums für angewandte wissenschaftliche Forschung CNRSA (Centre national de la recherche scientifique appliquée), welches am 19. Oktober 1939 vom Nationale Zentrum für wissenschaftliche Forschung (Centre national de la recherche scientifique) abgelöst wurde. In dieser Funktion wurde er über alle interessanten Entdeckungen zur Verteidigung auf nationaler Ebene informiert. Als kurzzeitiger Generaldirektor des CNRS vom 13. bis 18. Juni 1940 zerstörte er in seinen Labors die wissenschaftliche Ausrüstung, die in die Hände der Deutschen Wehrmacht hätte fallen können, und verließ dann Frankreich nach England, wobei er die gesamte technische Dokumentation mitnahm wasserschwer. Ende Juli 1940 kehrte er mit seinem gesamten Team nach Frankreich zurück und übernahm im Dezember 1940 wieder seine Professur an der naturwissenschaftliche Fakultät der Universität Lyon zurück. Während der deutschen Besetzung Frankreichs im Zweiten Weltkrieg gründete er in den Wäldern der Auvergne eine Holzkohlefabrik, in der viele Menschen arbeiteten, die sich dem Pflichtarbeitsdienst STO (Service du travail obligatoire) der Besatzungsmacht widersetzten, und engagierte sich des Weiteren engagierte er sich in der Widerstandsbewegung Résistance und wurde mit der Médaille de la Résistance ausgezeichnet.
Nach der La Libération, der Befreiung Frankreichs, fungierte Longchambon vom 3. September 1944 bis zum 23. Januar 1946 als Präfekt des Département Rhône sowie 1945 zudem als Kommissar für die Region Lyon. Im Kabinett Gouin übernahm er zwischen dem 26. Januar und dem 24. Juni 1946 den Posten als Versorgungsminister (Ministre du Ravitaillement). Am 6. Februar 1947 wurde er zum Mitglied des Rates der Republik (Conseil de la République) gewählt und gehörte diesem bis zum 26. Februar 1959 an. Als solcher war er zugleich zwischen dem 13. August 1949 und dem 15. September 1952 zunächst Mitglied sowie im Anschluss vom 15. September 1952 bis zum 21. April 1959 stellvertretendes Mitglied der Parlamentarischen Versammlung des Europarates.
Im Kabinett Mendès France bekleidete Henri Longchambon zwischen dem 19. Juni 1954 und dem 23. Februar 1955 das Amt als Staatssekretär für wissenschaftliche Forschung und technischen Fortschritt (Secrétaire d’Etat à la recherche scientifique et au progrès technique). 1959 war er kurzzeitig Mitglied des Europäischen Parlamentes. Zu Beginn der Fünften Französischen Republik bei der Senatswahl am 26. April 1959 zum Mitglied des wieder geschaffenen Senats (Sénat) gewählt, dem er bis zu seinem Tode am 20. März 1969 angehörte. Zugleich war er vom 6. Juli 1959 bis zu dessen Auflösung am 16. März 1961 Mitglied des Senats der Communauté française, eine durch die Verfassung der Fünften Französischen Republik vom 4. Oktober 1958 geschaffene Staaten- und Völkergemeinschaft der ehemaligen Französischen Union. Als Nachfolger von Maurice Schumann übernahm er 1967 die Funktion des Präsidenten der Union des Français de l’étranger, ein 1927 gegründeter und 1936 als gemeinnützig anerkannter Verein zur Vertretung der Interessen der Franzosen im Ausland, und hatte dieses Amt bis zu seinem Tode 1969 inne, woraufhin Louis Joxe seine Nachfolge antrat.

## Hintergrundliteratur
- Gwanaël Kropfinger: Henri Longchambon (1896–1969). Mémoire de maitrise présenté à l’Université Paris IV - Sorbonne en juin 1997 (französisch).